# Môn phái trong tiểu thuyết Kim Dung
Nhiều môn phái, bang hội trong các tác phẩm của nhà văn Kim Dung được nhắc lại nhiều lần. Có những phái có thật ngoài đời mặc dù các chi tiết đã được Kim Dung chỉnh sửa. Các môn phái, bang hội, giáo phái thường gặp nhất trong các tác phẩm của Kim Dung gồm: 
- Thiếu Lâm
- Cái Bang
- Võ
- Nga Mi
- Minh giáo
  - Nhật Nguyệt thần giáo (có thể là hậu thế của Minh giáo).
  - Thiên Ưng giáo (môn hộ của Minh giáo nhưng sau này giải tán và quay về Minh giáo).
- Côn Lôn (có nhiều phiên bản gọi là Côn Luân).
- Không Động
- Cổ Mộ tu la
- Thanh Thành
- Đào Hoa Đảo
- Điểm Thương
- Ngũ Nhạc Kiếm phái bao gồm:
  - Tung Sơn
  - Thái Sơn
  - Hoa Sơn
  - Hành Sơn
  - Hằng Sơn
- Đoàn Thị Đại Lý
- Hắc Long Môn
- Thiên Độc Giáo
- Thiên Long phái
- Toàn Chân giáo
- Vô thiên long phái
- Lượng Kiếm phái (được chia thành hai phe là Đông Tông Vô Lượng Kiếm và Tây Tông Vô Lượng Kiếm, nhưng đều quy phục dưới trướng của Linh Tựu cung).
- Đường môn
- Nam Hải Kiếm phái
- Tiêu Dao
- Thiên Sơn (trong tiểu thuyết Thiên Long Bát Bộ thì phái Thiên Sơn còn được biết dưới cái tên là Linh Tựu Cung hay Linh Thứu Cung).
- Tinh Túc
- Ngũ Độc giáo
- Thiên Long môn (được chia thành hái phe là Bắc tông và Nam tông).
- Thanh Tạng
- Thần Long giáo
- Tuyết Sơn
- Trường Lạc bang
- Thiết Chưởng bang
- Phục Ngưu
- Thiết Kiếm môn
- Long Môn tiêu cục
- Phước Oai tiêu cục
- Kim Cương môn
- Dương Gia

Ngoài ra, còn có một số bang hội, môn phái ít được nhắc đến như Cự Kình bang, Hải Sa bang, Thần Quyền môn, Vu Sơn bang, Ngũ Phượng Đao Cửu môn, Thanh Long phái, Tam Giang bang, Lương Thuyền bang, Hổ Cứ tiêu cục, Yến Vân tiêu cục, Tấn Dương tiêu cục,...
Các môn phái thường được chia thành ba thiên hướng tư tưởng và danh phận, đó là CHÍNH, TÀ và TRUNG LẬP; phần nhiều đều là tự xưng hoặc được giang hồ đồng đạo gán đặt cho, dựa trên đặt tính võ thuật và hệ thống tư tưởng của các môn phái đó. 
Về chất lượng của các môn phái trong truyện Kim Dung, Thiếu Lâm là môn phái có võ học đa dạng, đồ sộ nhất và luôn được mệnh danh là Thái Sơn - Bắc Đẩu trong chốn giang hồ. Cái Bang là đệ nhất bang hội về sự phổ biến và đông đảo của thành viên. Còn Minh giáo là môn phái mạnh nhất về tổ chức quân sự (trong truyện "Ỷ Thiên Đồ Long ký", đây là môn phái đã tổ chức cuộc khởi nghĩa lật đổ nhà Nguyên, nhân vật Chu Nguyên Chương lập ra nhà Minh vốn xuất thân là thành viên của Minh giáo), nhưng sau khi nhà Minh thành lập thì dần suy tàn.

## Các nhân vật nổi bật
Kim Dung chưa từng nói ai là người có võ công cao nhất trong các bộ truyện của ông. Tuy nhiên, có thể kể ra một số nhân vật có võ công nổi trội, có lẽ là đứng đầu thiên hạ trong thời kỳ mà họ sống, gồm:
● Nhà sư quét chùa hay còn được gọi là Vô Danh thần tăng hay Tảo Địa tăng: Xuất hiện trong truyện Thiên long bát bộ, tinh thông tất cả 72 tuyệt kỹ của phái Thiếu Lâm.
● Vương Trùng Dương: Xuất hiện trong truyện Anh hùng xạ điêu, đứng đầu nhóm Thiên Hạ Ngũ Tuyệt, sáng tạo ra Tiên Thiên công và đồng thời cũng là tổ sư sáng lập phái Toàn Chân.
● Tiêu Dao Tử: Tổ sư sáng lập phái Tiêu Dao, cùng sáu tuyệt kỹ võ công trấn phái, gồm Bắc Minh thần công, Thiên Sơn Chiết Mai thủ, Thiên Sơn Lục Dương chưởng, Lăng Ba Vi Bộ, Tiểu Vô Tướng công, Thiên Trường Địa Cửu Bất Lão Trường Xuân công hay còn có tên gọi khác là Bát Hoang Lục Hợp Duy Ngã Độc Tôn công.
● Độc Cô Cầu Bại: Người sáng tạo ra Độc Cô Cửu Kiếm pháp, danh hiệu của ông khi còn sống còn có nghĩa là "mong cầu được thất bại", vì sự thật là ông cũng chưa từng thua trong bất kỳ cuộc chiến nào.
● Trương Tam Phong: Xuất hiện trong truyện "Ỷ Thiên Đồ Long ký". Ông là người đã tạo dựng nên phái Võ Đang và sáng tạo ra hai môn võ trấn phái gồm Thái Cực Quyền pháp và Thái Cực Kiếm pháp. Ông có tu vi võ học hơn trăm năm và khí chất phi phàm như một vị tiên nhân.
Một số nhân vật khác đáng kể đến là: 
- Tiêu Phong hay Kiều Phong: Xuất hiện trong truyện "Thiên Long Bát Bộ", anh là bang chủ Cái bang với môn võ đặc dụng là Giáng Long Thập Bát chưởng.
- Hư Trúc: Xuất hiện trong truyện "Thiên Long Bát Bộ", thông thạo các môn võ của phái Tiêu Dao, Thiếu Lâm và cả Cái bang. Anh sở hữu nguồn nội lực thâm hậu nhờ được truyền thụ từ các đại cao thủ trong phái Tiêu Dao.
- Đoàn Dự: Xuất hiện trong truyện "Thiên Long Bát Bộ", anh đã luyện được trọn vẹn Lục Mạch thần kiếm, Lăng Ba Vi Bộ và một phần của Bắc Minh thần công. Cũng giống như Hư Trúc, anh cũng có cơ sở nội lực vô cùng dồi dào và thâm hậu (chủ yếu nhờ hút được của rất nhiều nhân sĩ giang hồ).
- Hoàng Thường: Tác giả cuốn Cửu Âm chân kinh
- Quách Tĩnh, Thiên Hạ Ngũ Tuyệt của sự kiện Hoa Sơn Luận Kiếm lần thứ nhất (Trung Thần Thông - Vương Trùng Dương, Đông Tà - Hoàng Dược Sư, Tây Độc - Âu Dương Phong, Nam Đế - Đoàn Trí Hưng, Bắc Cái - Hồng Thất Công) và Lão Ngoan Đồng - Chu Bá Thông - sư đệ của Vương Trùng Dương.
- Dương Quá và Tiểu Long Nữ: Xuất hiện nhiều nhất trong truyện "Thần điêu hiệp lữ". Họ cùng nhau luyện Ngọc Nữ tâm kinh, Toàn Chân kiếm pháp, Song Kiếm Hợp Bích. Trong đó, Tiểu Long có những kỹ năng độc đáo như điều khiển ong mật, tự thi triển Song Kiếm Hợp Bích bằng môn võ Song Thủ Hỗ Bác, còn Dương Quá thì tự sáng tạo nên Ám Nhiên Tiêu Hồn chưởng.
- Võ sư bí ẩn: Tác giả của cuốn Cửu Dương chân kinh, được mô tả là tinh thông cả đạo Phật và đạo Lão, đồng thời cũng là bạn của Vương Trùng Dương.
- Lâm Triều Anh: Tổ sư của phái Cổ Mộ, tác giả của Ngọc Nữ tâm kinh và Ngọc Nữ Tố Tâm kiếm pháp. Vào thời đó, bà được mô tả là có võ công cao hơn cả bốn người Đông Tà, Tây Độc, Nam Đế, Bắc Cái trong nhóm  Thiên Hạ Ngũ Tuyệt, chỉ thua kém Vương Trùng Dương. Nhưng trong sự kiện Hoa Sơn Luận Kiếm lần thứ nhất, bà đã không tham gia tranh tài.
- Trương Vô Kỵ: Xuất hiện trong truyện "Ỷ Thiên Đồ Long ký", anh đã luyện được trọn vẹn Cửu Dương thần công, Càn Khôn Đại Na Di thần công và Thánh Hỏa thần công được lưu trữ trên Thánh Hỏa lệnh.
- Cô gái áo vàng vô danh: Xuất hiện trong truyện "Ỷ Thiên Đồ Long ký"; rất có thể đã luyện được trọn vẹn Cửu Âm chân kinh và Ngọc Nữ tâm kinh. Cô cũng tự nhận mình là hậu duệ của Dương Quá và Tiểu Long Nữ.
- Đông Phương Bất Bại: Xuất hiện trong truyện "Tiếu ngạo giang hồ", anh đã luyện được gần như trọn vẹn Quỳ Hoa bảo điển.
- Thạch Phá Thiên: Xuất hiện trong truyện "Hiệp khách hành", đã luyện được trọn vẹn La Hán thần công và môn võ công thần bí trên đảo Hiệp Khách.